# Filipe Oliveira Dias
Filipe Oliveira Dias (Porto, 16 de outubro de 1963 – Porto, 15 de outubro de 2014) foi um arquitecto português.
Doutorando na IUCC - Universidade de Sevilha, tendo-se em 1989 licenciado em arquitectura na ESAP - Escola Superior Artística do Porto.
Autor dos livros 15 Anos de Obra Pública, publicado em Novembro de 2004 e Space Odyssey – Architectural and design Exploration, publicado em Junho de 2007, ambos da editora Campo das Letras.

## Obras principais
- Rua de Miguel Bombarda (1998/2008)
- Serviços Centrais do Instituto Politécnico do Porto (1994)
- Edifício F do ISEP, no Porto (1998)
- Teatro Helena Sá e Costa, no Porto (1999)[2]
- Biblioteca Central do IPP, no Porto (2000)
- Escola Superior de Estudos Industriais e de Gestão, Vila do Conde/Póvoa de Varzim (2001)
- Edifício para o Drama e Música da ESEP, no Porto (2002)
- Escola Superior de Tecnologia e Gestão de Felgueiras (2003)
- Teatro Municipal de Bragança (2004)[3]
- Teatro de Vila Real (2004)[2]
- Piscinas Municipais de Mirandela (2004)
- Habitações Sociais - Monte de S. João, no Porto (2004) (Prémio INH)

## Prémios
- 2004 - recebeu o Prémio INH - Instituto Nacional de Habitação  (conjuntamente com o arquitecto Rui Almeida)[4]

## Projectos premiados
- Edifício Sede do Centro Tecnológico de S. João da Madeira - 1.º Prémio - Concurso Nacional de Concepção;
- Habitações Sociais - Monte de S. João, no Porto - 1.º Prémio - Concurso Nacional de Concepção;
- Teatro Municipal de Bragança - 1.º Prémio - Concurso Internacional de Concepção;
- Teatro de Vila Real - 1.º Prémio - Concurso Internacional de Concepção;
- Piscinas Municipais de Mirandela - 1.º Prémio - Concurso Internacional de Concepção/Construção;
- Centro de Artes da Covilhã - 1.º Prémio - Concurso Internacional de Concepção/Construção;
- Escola Superior de Estudos Industriais e de Gestão - 1.º Prémio em Concurso Internacional de Concepção;
- Teatro Auditório da ESART em Castelo Branco - 1.º Prémio em Concurso Internacional de Concepção;
- Escola Superior de Saúde Dr. Lopes Dias, IPCB - 1.º Prémio em Concurso Internacional de Concepção;
- Edifício Central do Campus, IPCB - 1.º Prémio em Concurso Internacional de Concepção;
- Escola Superior de Artes Aplicadas, IPCB - 1.º Prémio em Concurso Internacional de Concepção;
- Edifício para o Drama e Música da ESEP, no Porto - 1.º Prémio em Concurso Limitado de Concepção;
- Edifício F do Instituto Superior de Engenharia do Porto - 1.º Prémio em Concurso Limitado de Concepção;
- Biblioteca e Salas de Estudo do IPP, no Porto - 1.º Prémio em Concurso Limitado de Concepção;

## Obra publicada recentemente
Ano 2007
- Revista: “Monocle”, Design Flame - Edição Monocle UK, Setembro 2007
- Revista: “Única”, Filipe Oliveira Dias - Edição Semanário Expresso, Setembro 2007
- Revista: “Máxima Interiores” - Chave na mão - Edição Helena Botelho, Setembro 2007
- Revista: “Attitude”, OportoShow’07 - Editor Carlos Cézanne, Julho 2007
- Revista: “Visão”, Perfil – Faça o favor de se sentar - Edição Visão, Junho 2007
- Livro: “Space Odyssey – Architectural and design Exploration”, Autor: Filipe Oliveira Dias, Editora: Campo das Letras Junho 2007
- Revista: “ Domingo – Correio da Manhã ”, Entrevista sobre Obra – Editor Fernanda Cachão, Maio 2007

Ano 2006
- Revista: “Mais Arquitectura #3”, Entrevista sobre Design II - Editor Silvia Vieira, Junho 2006
- Revista: “Mais Arquitectura #2”, Entrevista sobre Design I - Editor Silvia Vieira, Maio 2006
- Semanário: “O Independente”, Suplemento Imobiliário, Entrevista de Joana Moura, Abril 2006
- Livro: “Inquérito à Arquitectura do Séc. XX em Portugal, Coord. Científica: Ana Tostões, Edição: Ordem dos Arquitectos, Abril 2006
- Revista: “Mais Arquitectura #1”, Entrevista sobre Obra - Editor Silvia Vieira, Abril 2006
- Revista: “Visão”, Autor: Mário David Campos, Março 2006

Ano 2005
- Livro: “Teatros de Portugal”, Autor: Duarte Ivo Cruz, Editora: Edições Inapa Colecção História da Arte Novembro 2005
- Livro: “Anuário #08 Arquitectura”, Editor: José Manuel das Neves, Editora: Caleidoscópio Junho 2005
- Revista: “Arquitectura Ibérica”, Editor: José Manuel das Neves, Editora: Caleidoscópio Março 2005
- Revista: “Casas e Negócios”, Editor: Suzana Pinheiro, Editora: Dezembro 2005
- Revista: “Piscinas XXI e Instalações Desportivas” Autora: Suzana Fraga”, Editora: Reed Business Inf. Setembro 2005
- Revista: “Materiais de Construção #121”, Editor: Carlos Tomás, Editora: Portae Setembro 2005

Ano 2004
- Livro: “15 Anos de Obra Pública”, Autor: Filipe Oliveira Dias, Editora: Campo das Letras Novembro 2004
- Revista: “Arquitectura e Vida”, Autor: João Paulo Rapagão (texto), Editora: Loja da Imagem Novembro 2004
- Revista: “Porto Sempre”, Editor: Câmara Municipal do Porto, Editora: CMP Outubro 2004
- Revista: “Especial Banho”, Editor: Paula de Castro, Editora: Camael Agosto 2004